# 探偵うどん
『探偵うどん』（たんていうどん）は古典落語の演目の一つ。元々は『警察うどん』という上方落語の演目で、主な演者には東京の5代目古今亭志ん生、上方の桂七福などがいる。
この落語でいう「探偵」は警察官、刑事のことである。私立探偵が登場する以前は、私服で捜査を行う警察官のことをこう呼んでいた。

## あらすじ
ひとりの泥棒が、東京の闇に暗躍していた。その男は、曲がり角の向こうで待ち伏せし、誰か通りかかった所でそいつの胸に頭突きを食らわせるのだ。そして、相手の息が詰まった所で、そいつの懐から財布を失敬して逃げ出してしまう。
その日も、同じ手口で財布を奪い、開けてみると財布の中には三百円の現金が入っていた。大喜びの泥棒だが、逃げる前に非常線が張られ、深川、本所一帯から逃げられなくなってしまった。パニックになる泥棒の目に、夜鳴きうどんの屋台が飛び込んでくる。「あれだ! 」
うどん屋に衣装と屋台を借り、うどん屋に化けて検問を突破しようと言う算段だ。「屋台を担いでみたい酔狂」を装い、泥棒は何とか借りる約束を取り付けた。
うどん屋に化けて本所を脱出し、しばらく歩いた所で「うどん屋、有難うな」。衣装と屋台を返し、口止め料を払おうとするが、うどん屋はそれを受け取ろうとしない。
「実はな、僕は泥棒なんだ。今晩ちょいと仕事をしたんだが、逃げる前に検問が張られちまってな。困っていた所で、あんたの屋台を見かけたんだよ」
「それで、あたしが手を貸したのでお礼が？　駄目ですよ、私に受け取る義理はありません」
「そんな事言うな、何とかお礼がしたいんだ」
「そうですか。じゃあ…うどんを一杯食べてください」
「何？」
実はこの泥棒、うどんが大嫌いなのだ。
「うどんは食わねぇ! 」
「いまさら遅いですよ。貴方は必ず、うどんを食べる事になるんです」
キョトンとする泥棒に、うどん屋はあるものを突きつける。
「警察手帳!?」
「私は刑事なんです。あなたを逮捕します！」
「アヒャー、一杯食わされた…」